# Madchester
Madchester – nazwa sceny rocka alternatywnego, która powstała w Manchesterze na przełomie lat osiemdziesiątych i dziewięćdziesiątych.
Należący do niej artyści, tacy jak The Stone Roses, Happy Mondays, Inspiral Carpets, 808 State, James czy A Guy Called Gerald, łączyli indie rock z muzyką dance. Scena była skupiona wokół klubu nocnego Haçienda.
Madchester stanowił inspirację dla nurtu baggy.